# Tsepo Masilela
Peter Tsepo Masilela (Witbank, 1985. május 5.) dél-afrikai labdarúgó, jelenleg az izraeli Makkabi Haifa csapatánál játszik hátvédként, valamint tagja hazája nemzeti csapatának is.

## Pályafutása
2003 és 2007 között hazájában, a Benoni Premier United együttesénél szerepelt. 2007. augusztus 31-én négy évre aláírt az izraeli Makkabi Haifa csapatához. Masilela fontos szerepet játszott a csapat 2009-ben szerzett bajnoki címében, valamint abban, hogy az alakulat bejutott a bajnokok ligája csoportkörébe.

## Válogatott
2006 óta tagja hazája válogatottjának. 2006-ban és 2008-ban az afrikai nemzetek kupáján, 2009-ben pedig a konföderációs kupán volt kerettag.
Masilela tagja a 2010-es világbajnokságon részt vevő dél-afrikai csapatnak is.

## Sikerei, díjai
- Makkabi Haifa:
  - Izraeli bajnok: 2008–09
  - Izraeli kupagyőztes: 2007-2008

## Külső hivatkozások
- Profilja a FIFA honlapján Archiválva 2009. június 23-i dátummal a Wayback Machine-ben